# Saprinus intractabilis
Saprinus intractabilis är en skalbaggsart som beskrevs av Reichardt 1930. Saprinus intractabilis ingår i släktet Saprinus och familjen stumpbaggar. Inga underarter finns listade i Catalogue of Life.